# Silnice II/445
Silnice II/445 je silnice II. třídy, která vede ze Šternberka ke hraničnímu přechodu Zlaté Hory / Konradów. Je dlouhá 74,5 km. Prochází dvěma kraji a třemi okresy.

## Vedení silnice

### Olomoucký kraj, okres Olomouc
- Šternberk (křiž. II/444, III/44429, III/4451)
- Hlásnice
- Chabičov (křiž. III/4452)
- Mutkov
- Huzová (křiž. III/44417, III/4453)

### Moravskoslezský kraj, okres Bruntál
- Kněžpole (křiž. III/4454, III/4455)
- Stránské (křiž. III/4456, III/4458)
- Rýmařov (křiž. I/11, II/440, II/449, II/370, III/4459, III/44511, peáž s I/11, II/370)
- Dolní Moravice (křiž. III/44512, III/37020, III/44513)
- Malá Morávka (křiž. II/450, III/44514, III/44515, III/44517, III/44518, peáž s II/450)
- Karlova Studánka (křiž. II/450)
- Ludvíkov
- Vrbno pod Pradědem (křiž. II/451, peáž s II/451)
- Mnichov (křiž. III/44519, III/44520, III/44521)
- Heřmanovice (křiž. II/453, III/45713)

### Olomoucký kraj, okres Jeseník
- Zlaté Hory (křiž. II/457, peáž s II/457)

V úseku Huzová - Kněžpole (4 km), kde silnice přechází z Olomouckého do Moravskoslezského kraje, je silnice ve velmi špatném stavu. Úsek je z obou stran označen dopravními značkami "Silnice se v zimě neudržuje".